# Mazdaznán
A mazdaznán  (perzsa مزدزنان, Mazdaznān) vallási rendszer  és élettudomány, hasonló az indiai jóga vagy az ájurvéda tanítási rendszeréhez. Olyan szinkretikus tanítást foglal magába, amelyet feltehetőleg a 19. század végén Hanish hozott létre. Számos hagyomány hatott rá, így a megreformált zoroasztrizmus, a korai keresztény, gnosztikus nézetek, a teozófia és hindu / tantrikus elemek.
Tanítása szerint a Földet olyan édenkertté kell visszaállítani, ahol az emberiség együttműködhet és kommunikálhat Istennel. Bár a korabeli cikkek többször is napkultuszról beszéltek, de Hanish tagadta a Nap imádását. Hangsúlyozza az erkölcsi fejlődést, a szexuális önmegtartóztatást, a pacifizmust és a toleranciát.
A hívek vegetáriánus étrenden élnek és nagy értéket tulajdonítanak a napi légző- és meditációs gyakorlatoknak, beleértve néhány tantrikus gyakorlatot is. A követő odafigyel a gondolataira, érzéseire és tetteire, amelynek alapja a "gondolkodj helyesen és cselekedj jót!" Célja az emberiség spirituális növekedése, egy magasabb rendű fajjá. Másrészt a Hanish fajelméleteire való hivatkozásokat ma már kerülik, fajelmélettel foglalkozó írásait már nem nyomtatják ki.
Több országban vannak követői, így Magyarországon, Németországban, Franciaországban, az USA-ban, Kanadában.

## Etimológia
A mazdaznán egy neologizmus az óperzsa Ahura Mazdā és Yaznan (= az elképzelhető legmagasabb tisztelője) szavakból.
A szó a perzsa „Ma” (= jó) „Zda” (= gondolat) és „Znán” (= mesteri) szavak összevonásából ered, és „mestergondolatot”  vagy „isteni gondolatok ura”-t jelent.
A név azt jelzi, hogy a rendszere lényegében Zarathustra vallása, amely Mazdába, a teremtőbe vetett hitet hangsúlyozza  és amelyet a modern igények kielégítésére formáltak.

## Életmód
A mazdaznán egy olyan életmód, mely a fizikai és mentális egészségre összpontosít; a test, a lélek és a szellem tökéletességére törekszik. Tanítása egybeesik a platóni filozófiával, amely szerint az ember az univerzum kicsiny, de teljes megfelelője. „Ember, ismerd meg önmagad!” – ahogy az ókori Hellász templomai fölé volt írva.
Az önmagát ismerő ember ismeri a világegyetem működését. Ahhoz, hogy az ember szellemileg képes legyen magasabb dolgokra, a testnek a lehető legtökéletesebb állapotban kell lennie.
A vegetarianizmus központi szerepet játszik az étrendben. A húst, a túlfőtt és civilizációs ételeket rossznak tartják, amely betegségekhez és boldogtalansághoz vezet.
Szükségesnek tartották a székrekedés elkerülését, hogy megakadályozzák a salakanyagok véráramba való visszaszívódását. A testet ezért méregteleníteni kell, így rendszeresen alkalmaztak végbélbeöntést.
A légzőgyakorlatok jógaszerű formában történnek.
A vallásos gondolkodásban a mazdaznán liberális. Noha gyakran azonosították a zoroasztrizmussal, nem ragaszkodik dogmatikusan ehhez a hithez. Más vallások szentjeit és prófétáit is elismerik, mint akik hozzájárultak a világ fejlődéséhez. A különböző vallások alapelvei és tanításai könnyen keverednek a mazdaznán filozófiával. A mazdaznán nem térít; nem próbál hithíveket szerezni. Tanításában ama elv érvényesül, amely kimondja: "Fogadd el azt, ami tetszik, és hagyd a többit".

## Története
Hívei szerint igen hosszú múltra tekint vissza. Az iráni-felföldön a történelem előtti időkben fejlődött ki, fejlődése egészen napjainkig követhető, tanítói évszázadokon át gyakorolták befolyásukat a különféle vallásokra és filozófiai rendszerekre.

### Hanish
A 19. század végén Otoman Zar-Adusht Hanish által alapított rendszer a kora középkori mazdakizmus újjáéledése.
Hanish legalább 1890 óta az Egyesült Államokban élt. Az első amerikai központot 1890-ben Chicagóban hozta létre (Mazdaznan Peace Center), majd 1902-ben New Yorkban is létrejött egy. 1917 óta Hanisch többnyire Los Angelesben, Kaliforniában élt. Számos követője vitte tanításait más országokba.

### 20. század első fele
Európában, Németországban a mazdaznánt egykori kaliforniai farmerek, David és Frieda Ammann terjesztették 1907 körül. Fő európai központja a Zürich melletti Herrlibergben található Lebensschule volt. A mozgalom egyik leghíresebb európai követője Johannes Itten absztrakt festő volt. 1919 októberétől tanárként dolgozott a weimari Bauhausban és ott is toborzott követőket.
Az 1930-as években Gloria Gasque, a mozgalom gazdag követője Bombaybe ment azzal a szándékkal, hogy visszaadja Zarathustra "igazi" üzenetét. Bár ellenségeskedésbe ütközött, néhány évig ott maradt, mielőtt visszatért az Egyesült Államokba.
Németországban a nácik 1935-től betiltották az országban, de a II. világháború után, 1946-ban Nyugat-Németországban feloldották a tilalmat.
Magyarországon a 20. század első felében szószólója és híve volt Szikszay Géza orvos és Madary Károly, akik több művet is fordítottak magyarra.

### A II. világháború után
Németországban, 1959-ben Bringhausen am Edersee-ben (Edertal) megalapították a mazdaznán elveken nyugvó „Modern táplálkozás és életiskolát” (Neuzeitliche Diät- und Lebensschule).
Az 1970-es években Angliában, Mexikóban, Belgiumban, Dániában, Franciaországban, Németországban, Hollandiában és Svájcban is működtek mazdaznán központok.
Az amerikai központ 1980-ig Los Angelesben volt, majd a kaliforniai Encinitasba költözött, de 2001-ben mint szervezett mozgalom megszűnt az Egyesült Államokban.
2007-ben a mozgalmat Kanadában Peter deBoer élesztette újjá, ahol új központot hozott létre.
Magyarországon a 2020-as évek elején a „Mazdaznan Munkaközösség” Dunakesziben székel.